# Bälgviken
Bälgviken är en tätort i Eskilstuna kommun belägen i Husby-Rekarne socken vid insjön Lilla Bälgviken och vid Järnvägslinjen Sala–Oxelösund mellan Eskilstuna och Flen. 

## Historia
Samhället byggdes upp runt gården Görjan som har rötter från 1600-talet. När järnvägen byggdes (år 1875) blev samhället mer attraktiv. Det började bland annat byggas sommarbostäder i området. Järnvägen gjorde att sågverket flyttades och 1879 byggde man en ny ångdriven såg närmare vattnet. Många av husen i samhället var bostäder åt arbetarna på sågverket. Sågverket hade som mest 50-talet anställda men det lades ner 1983. Vid demonteringen av sågutrustning efter nedläggningen uppstod en våldsam brand som syntes från Eskilstuna. Bälgviken har varit ett helt eget samhälle, med affärer, skola, krog, telefonstation och post. Idag är det huvudsakligen bara bostäder i området.

## Befolkningsutveckling
| Befolkningsutvecklingen i Bälgviken 1990–2020 | Befolkningsutvecklingen i Bälgviken 1990–2020 | Befolkningsutvecklingen i Bälgviken 1990–2020 | Befolkningsutvecklingen i Bälgviken 1990–2020 | Befolkningsutvecklingen i Bälgviken 1990–2020 |
| --------------------------------------------- | --------------------------------------------- | --------------------------------------------- | --------------------------------------------- | --------------------------------------------- |
|                                               |                                               |                                               |                                               |                                               |
| År                                            |                                               |                                               | Folkmängd                                     | Areal (ha)                                    |
| 1990                                          | 1990                                          |                                               | 273                                           | 39                                            |
| 1995                                          | 1995                                          |                                               | 283                                           | 39                                            |
| 2000                                          | 2000                                          |                                               | 247                                           | 39                                            |
| 2005                                          | 2005                                          |                                               | 260                                           | 39                                            |
| 2010                                          | 2010                                          |                                               | 253                                           | 39                                            |
| 2015                                          | 2015                                          |                                               | 226                                           | 39                                            |
| 2020                                          | 2020                                          |                                               | 217                                           | 41                                            |
| Anm.: Ny tätort 1990                          |                                               |                                               |                                               |                                               |

## Samhället
Vid Lilla Bälgviken direkt öster om orten finns en kommunal badplats.
Sörmlandsleden passerar genom Bälgviken.
I Bälgviken finns en skyttebana som drivs av Bälgvikens skytteförening, föreningen har haft framgångar på högsta sverigenivå.

## Kommunikationer
Järnvägslinjen Sala–Oxelösund passerar här men tågen stannar inte längre. Järnvägen byggdes på 1870-talet och 1876 fanns ett stationshus i Hållsta, 5 kilometer norrut mot Eskilstuna. Stationen i Bälgviken stod färdig 1892. 1962 då man införde fjärrstyrning av järnvägen drogs personalen in. Väntsalen stängdes 1979 och huset såldes som bostadshus.
Ångbåten S/S Gerda trafikerade 1894-1927 Näshultasjön med utgångspunkt från Bälgviken.
Länsvägarna D 694/695 leder norrut mot Hållsta och Länsväg 214. I öster finns Riksväg 53 som leder norrut mot Eskilstuna och söderut mot Malmköping.
Bussförbindelse till centrala Eskilstuna finns genom linje 9 i Citybussen.

## Bilder

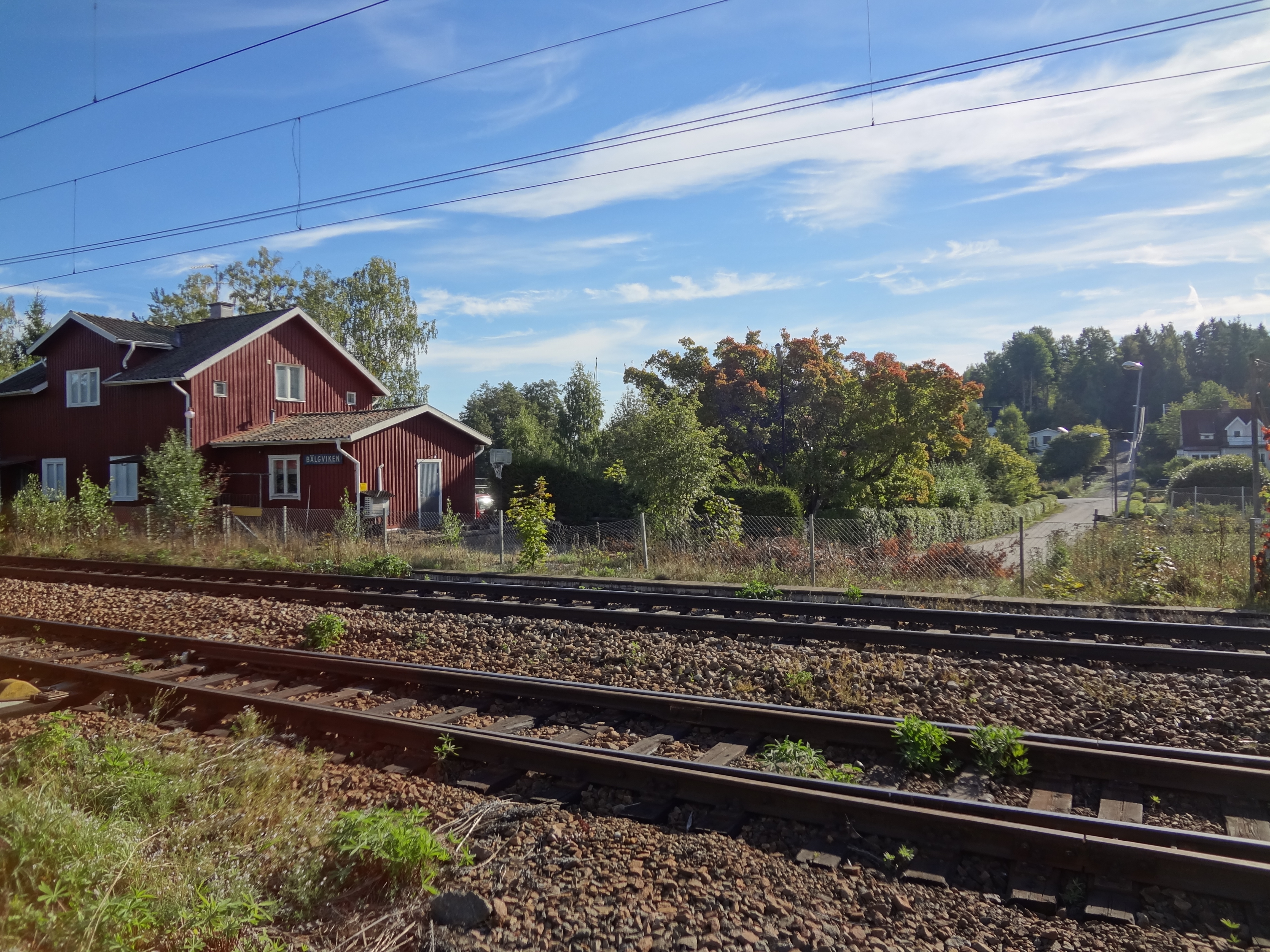
Stationshuset (numera bostadshus) och bebyggelse längs Stenstuvägen.
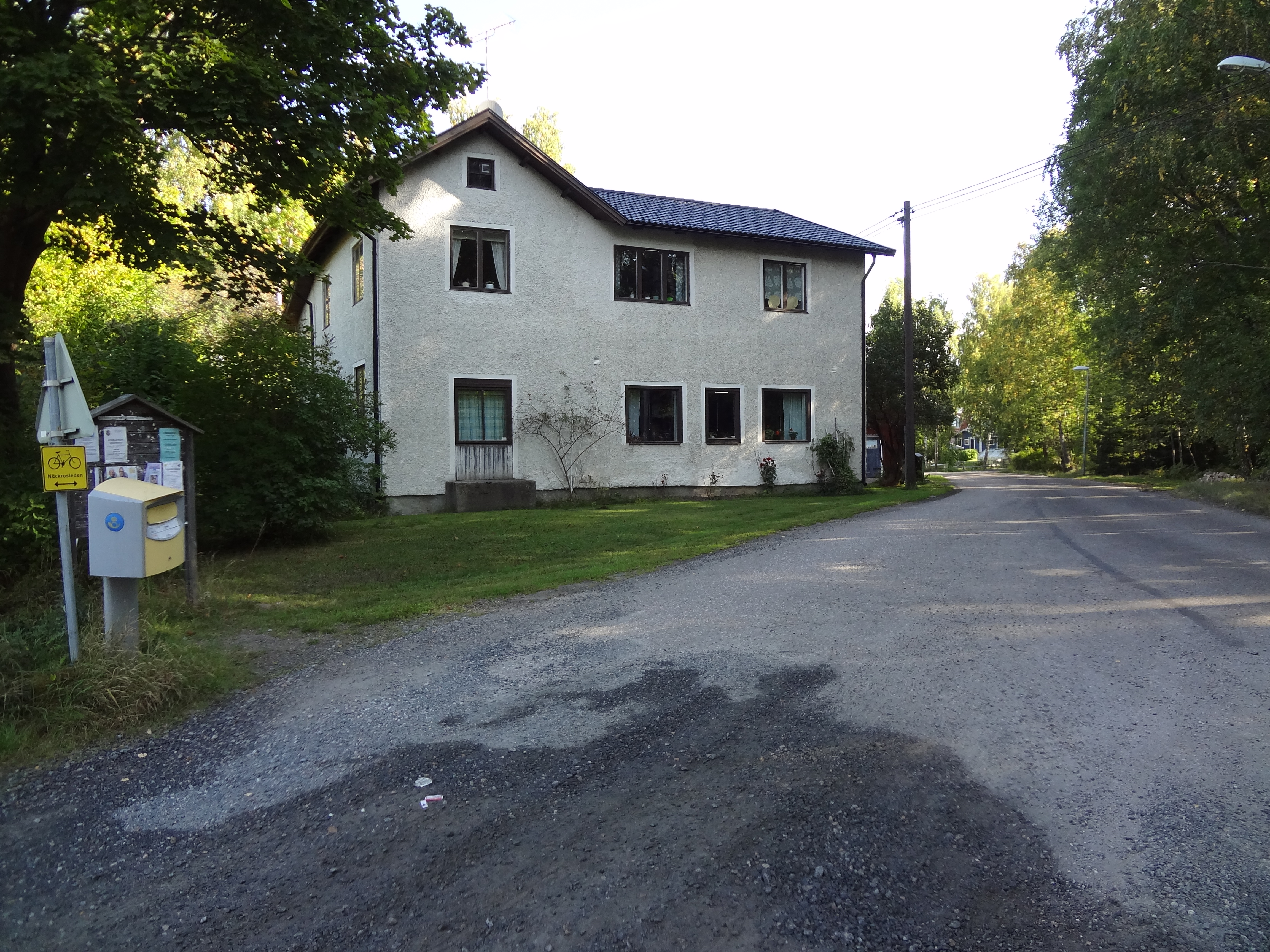
Bebyggelse längs Svalbovägen.